# 豊田市立平井小学校
豊田市立平井小学校（とよたしりつ ひらいしょうがっこう）は、愛知県豊田市百々町にある公立小学校。

## 概要
- 池田町、手呂町、百々町、平井町、扶桑町、美和町が校区である。公立中学校に進学する場合は豊田市立高橋中学校へ進学する[1]。
- 旧・西加茂郡高橋村の北部の小学校であった。

## 沿革
- 1872年（明治5年）6月 - 平井郷学校として開校。東光院[注釈 1]を仮校舎とする。平井村の児童が通学する。
- 1873年（明治6年）5月 - 学区制定[2]。第2学区第9番中学区内第127番小学区平井学校に改称する[2]。
- 1875年（明治8年） - 平井村字院辺に校舎を新築し、移転する。
- 1879年（明治12年） - 第9番中学区内第29番小学区平井学校に改称する。
- 1887年（明治20年）3月 - 寺部学校に統合され、尋常小学寺部学校平井分教場となる。手呂村が尋常小学寺部学校鷹見分教場校区から平井分教場校区に移る。
- 1888年（明治21年）4月 - 尋常小学平井学校として独立する。
- 1889年（明治22年）4月 - 尋常小学寺部学校鷹見分教場が尋常小学平井学校に移管される。
- 1891年（明治24年） - 西加茂郡平井尋常小学校に改称する。
- 1892年（明治25年） - 鷹見分教場が平井村外二ヶ村組合立七重尋常小学校として独立する。
- 1894年（明治27年）4月 - 高等科を設置する（修業年限3か年）。同時に西加茂郡平井村七重村四谷村組合村立平井尋常高等小学校に改称する。
- 1900年（明治33年） - 高等科の修業年限を4か年とする[3]。
- 1906年（明治39年） - 平井村共有地字丸山69の1に3畝歩の学校園地を定める[3]。
  - 7月1日 - 益富村、野見村、寺部村、渋川村、上野山村、市木村、平井村、四谷村（一部）が合併し、高橋村が発足。
  - 12月 - 高橋第二尋常高等小学校に改称する。
- 1909年（明治42年）4月 - 高等科を廃止し、高橋第二尋常小学校に改称する。
- 1917年（大正6年）8月 - 高橋第二農業補習学校を併設する。
- 1923年（大正11年）3月9日 - 校舎を新築する。
- 1925年（大正14年）4月 - 高等科を設置し、高橋第二尋常高等小学校に改称する。
- 1931年（昭和6年）4月 - 高等科を廃止し、高橋第二尋常小学校に改称する。
- 1941年（昭和16年）4月1日 - 高橋第二国民学校に改称する。
- 1942年（昭和17年）4月 - 石野村字手呂（旧・手呂村）が上鷹見国民学校校区に移る。
- 1943年（昭和18年）4月 - 高等科を設置する。
- 1941年（昭和16年）4月1日 - 高橋村第二国民学校に改称する。
- 1947年（昭和22年）4月1日 - 高橋村立平井小学校に改称する。校舎の一部が高橋村立高橋中学校平井分教場となる。
- 1948年（昭和23年）9月 - 高橋中学校が校舎を新築し移転。高橋中学校平井分教場を廃止。
- 1956年（昭和31年）9月30日 - 高橋村が挙母市へ編入される。同時に挙母市立平井小学校に改称する。
- 1959年（昭和34年）1月1日 - 市名を豊田市に変更する。同時に豊田市立平井小学校に改称する。
- 1967年（昭和42年） - 現在地に校舎を新築し、移転する。
- 1978年（昭和53年）4月 - 豊田市立市木小学校に分離する。

## 交通アクセス
- 名鉄バス矢並線「香良須口」バス停より徒歩約10分。

名鉄三河線豊田市駅より【60系統】「鞍ヶ池東」行。【61系統】「足助」行。
- 名鉄三河線豊田市駅下車徒歩約30分。
- 愛知環状鉄道愛知環状鉄道線新豊田駅下車徒歩約32分。

## 周辺施設
- 豊田市立高橋中学校
- 豊田市立市木小学校
- 平井こども園
- 美和こども園
- 鞍ケ池
- 名鉄三河線越戸駅